# 代姆尼亞 (斯特雷區)
49°34′5″N 23°57′8″E / 49.56806°N 23.95222°E

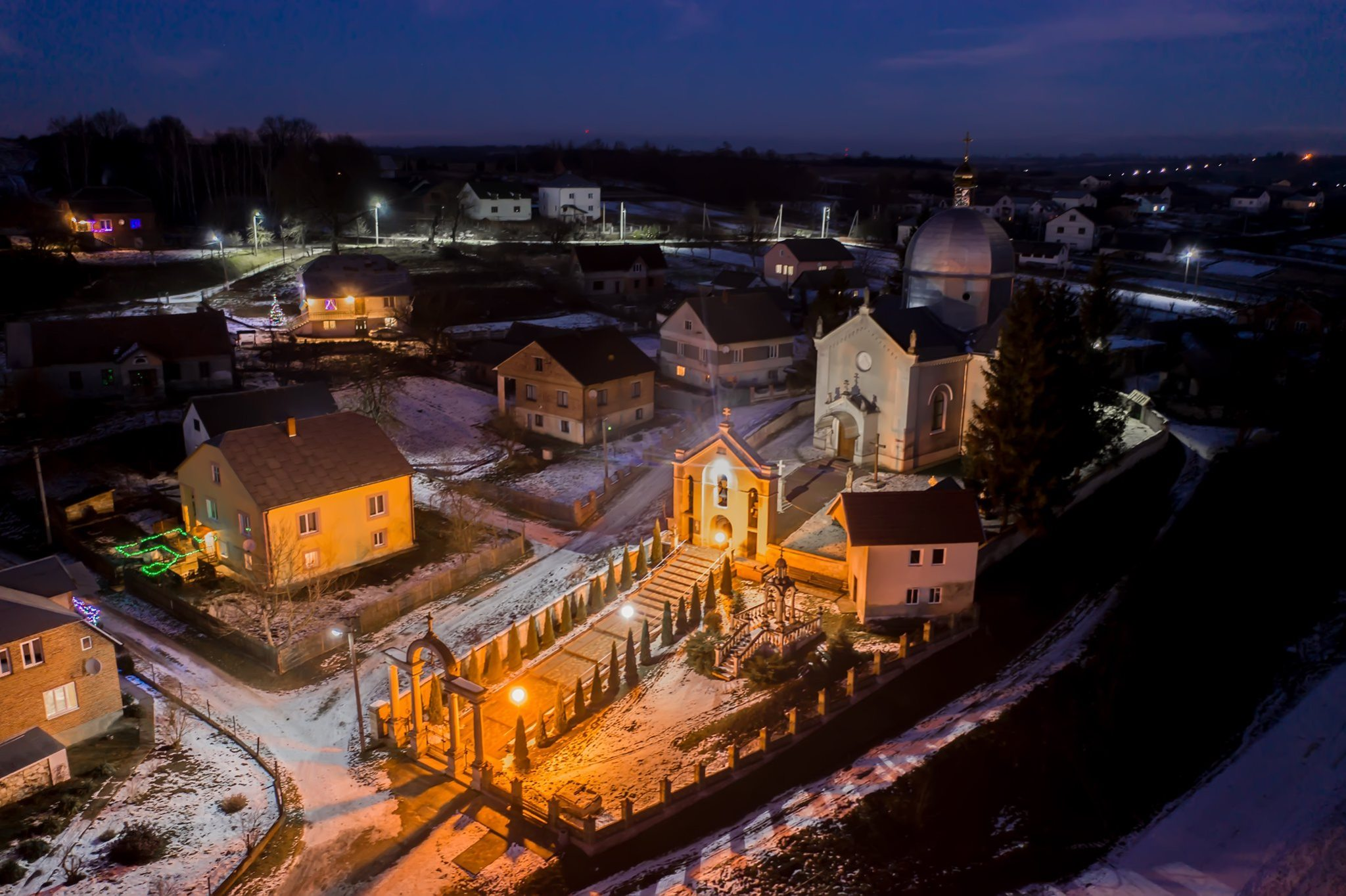
教堂

代姆尼亞（烏克蘭語：Демня），是烏克蘭西部利維夫州斯特雷區特羅斯佳內茨市鎮的村落。始建於1453年，面積12.97平方公里，海拔高度263米，人口1,550，人口密度每平方公里539.39人。